# Белсем-Лейк (Вісконсин)
Белсем-Лейк (англ. Balsam Lake) — селище (англ. village) в США, в окрузі Полк штату Вісконсин. Населення — 934 особи (2020).

## Географія
Белсем-Лейк розташований за координатами 45°28′5″ пн. ш. 92°27′11″ зх. д. / 45.46806° пн. ш. 92.45306° зх. д. (45.468030, -92.453154).  За даними Бюро перепису населення США в 2010 році селище мало площу 8,78 км², з яких 5,59 км² — суходіл та 3,19 км² — водойми.

## Демографія
Згідно з переписом 2010 року, у селищі мешкало 1009 осіб у 434 домогосподарствах у складі 257 родин. Густота населення становила 115 осіб/км².  Було 732 помешкання (83/км²).
Расовий склад населення:
| - 94,2 % — білих - 2,6 % — корінних американців - 0,9 % — чорних або афроамериканців - 0,3 % — азіатів |

До двох чи більше рас належало 1,6 %. Частка іспаномовних становила 0,7 % від усіх жителів.
За віковим діапазоном населення розподілялося таким чином: 17,4 % — особи молодші 18 років, 61,4 % — особи у віці 18—64 років, 21,2 % — особи у віці 65 років та старші. Медіана віку мешканця становила 45,0 року. На 100 осіб жіночої статі у селищі припадало 106,3 чоловіків;  на 100 жінок у віці від 18 років та старших — 109,3 чоловіків також старших 18 років.
Середній дохід на одне домашнє господарство  становив 54 349 доларів США (медіана — 38 036), а середній дохід на одну сім'ю — 64 105 доларів (медіана — 43 125). Медіана доходів становила 41 346 доларів для чоловіків та 23 333 долари для жінок. За межею бідності перебувало 17,8 % осіб, у тому числі 22,5 % дітей у віці до 18 років та 20,9 % осіб у віці 65 років та старших.
Цивільне працевлаштоване населення становило 268 осіб. Основні галузі зайнятості: будівництво — 19,8 %, освіта, охорона здоров'я та соціальна допомога — 18,3 %, науковці, спеціалісти, менеджери — 15,3 %.